# Stay (The Scabs)
Stay is een Engelstalige single van de Belgische band The Scabs uit 1988.
De B-kant van de single was een live-versie van het liedje Matchbox Car.
Het nummer verscheen op het album Rockery uit 1986.
Het nummer speelt een rol in de Ketnet jeugd serie 3Hz.

## Meewerkende artiesten
Producers:
- Kees Van Gool
- Marc Thijs
- Mike Vernon
- Werner Pensaert

Muzikanten:
- Etienne Berghmans (gitaar)
- Fons Sijmons (basgitaar)
- Frank Michiels (percussie)
- Franky Saenen (achtergrondzang, drums)
- Guy Swinnen (gitaar, zang)
- Robert Bergen (achtergrondzang, basgitaar)
- Werner Pensaert (keyboards)
- Willy Willy (achtergrondzang, gitaar)